# UFC 156
UFC 156: Aldo vs. Edgar fue un evento de artes marciales mixtas celebrado por Ultimate Fighting Championship el 2 de febrero de 2013 en el Mandalay Bay Events Center, en Las Vegas, Nevada.

## Historia
El combate entre Dan Henderson y Lyoto Machida se vinculó brevemente a este evento, pero fue trasladado finalmente a UFC 157 para reforzar la tarjeta de ese evento.
Erick Silva esperaba enfrentarse a Jay Hieron en el evento, sin embargo, Silva se retiró de la pelea alegando una lesión y fue reemplazado por el recién llegado Tyron Woodley.
La pelea entre Robbie Peralta y Akira Corassani estaba vinculada brevemente a este evento. Sin embargo, la pelea fue reprogramada para el 6 de abril de 2013 en UFC on Fuel TV: Mousasi vs. Latifi, Corassani después fue dejado de lado por un corto período de enfermedad.

## Resultados
1. ↑  Por el Campeonato de Peso Pluma de UFC.

## Premios extra
Cada peleador recibió un bono de 50.000$
- Pelea de la Noche: José Aldo vs. Frankie Edgar
- KO de la Noche: Antônio Silva
- Sumisión de la Noche: Bobby Green